# Smyril Line
Smyril Line — фарерская судоходная компания, связывающая Фарерские острова с Данией и Исландией. Ранее компания также осуществляла перевозки в Норвегию и Великобританию. В переводе с фарерского smyril означает — дербник (маленький сокол).
Офисы Smyril Line находятся на Фарерских островах, в Исландии, Германии и Дании. Кроме этого компания ведёт сотрудничество со своими агентами в других странах Европы и остального мира.

## История
Компания основана в 1982 г. и предоставляет услуги как пассажирской так и грузовой транспортировки по средству мульти-функционального парома Norröna. Первый паром Norröna был построен в 1973 г. на судоверфи в Рендсбурге, Германия и до Smyril Line служил у трёх судоходных операторов под названием Gustav Vasa.
В 2003 году сменила паром на новое круизное судно сделанное в Любеке, Германия, присвоив ему старое название — Norröna. Стоимость нового парома составила 100 млн. евро и компании потребовалась финансовая помощь правительства Фарерских островов.
В 2007 году компания закрыла свой маршрут на Леруик, Шетландские острова.
В 2008 году компания объявила о закрытии морских линий в Скрабстер (Терсо, Шотландия) и Берген (Норвегия), в целях сокращения финансовых издержек.
1 сентября 2011 года Smyril Line объявила о прекращении своей деятельности в Ханстхольме и Эсбьерге, а также о переносе всех своих операций в Дании в порт Хиртсхальса.

## Маршруты
- Хиртсхальс—Торсхавн—Сейдисфьордюр

Время в пути между Хиртсхальсом и Торсхавном составляет 38 часов зимой и 30 часов в летний сезон. Путь от Торсхавна до Сейдисфьордюра ещё 15 часов.